# 佐太老
佐太 老（さた の おゆ）は、飛鳥時代から奈良時代にかけての貴族。姓は忌寸。外正七位上・佐太百足の子。官位は正五位下・丹波守。

## 出自
佐太氏は東漢氏の一族である漢系渡来氏族。氏の呼称は河内国茨田郡に佐太郷（現在の大阪府枚方市蹉跎）の地名に由来すると想定される。姓はもともとは直とみられ、延暦4年（785年）の坂上苅田麻呂の上表により、坂上氏・内蔵氏など10姓16氏とともに忌寸から宿禰に改姓している。

## 経歴
文武朝の大宝4年（704年）従五位下に叙爵する。同時に従五位下に昇った官人に穂積山守・巨勢久須比・大神狛麻呂・佐伯垂麻呂・采女枚夫・太安万侶・阿倍首名・田口益人・笠麻呂・石上豊庭・大伴道足・漆部道麻呂・米多北助・多治比三宅麻呂・台八嶋らがいる。
従五位上に昇叙されたのち、元明朝末の和銅3年（714年）大神狛麻呂の後任として丹波守に任ぜられた。元正朝の和銅5年（716年）穂積山守・巨勢九須比・巨勢邑治とともに正五位下に昇叙されている。

## 官歴
『続日本紀』による。
- 時期不詳：正六位上
- 大宝4年（704年）正月7日：従五位下
- 時期不詳：従五位上
- 和銅3年（714年）4月23日：丹波守
- 和銅5年（716年）正月19日：正五位下

## 系譜
- 父：佐太百足[2]
- 母：不詳
- 生母不詳の子女
  - 男子：佐太弓張[2]
  - 男子：佐太○麻呂[2]